# Prelà
Prelà ist eine norditalienische Gemeinde mit 482 Einwohnern (Stand 31. Dezember 2023) in der Region Ligurien, politisch gehört sie zur Provinz Imperia.

## Geographie
Prelà besteht aus mehreren Siedlungsgebieten. Sitz der Verwaltung ist Molini, das von dem Fluss Prino durchquert wird. Prelà gehört zu der Comunità Montana dell’Olivo und ist circa 10 Kilometer von der Provinzhauptstadt Imperia entfernt.
Nach der italienischen Klassifizierung bezüglich seismischer Aktivität wurde die Gemeinde der Zone 2 zugeordnet. Das bedeutet, dass sich Prelà in einer seismisch moderat bis stark aktiven Zone befindet.

## Klima
Die Gemeinde wird unter Klimakategorie D klassifiziert, da die Gradtagzahl einen Wert von 1541 besitzt. Das heißt, die in Italien gesetzlich geregelte Heizperiode liegt zwischen dem 1. November und dem 15. April für jeweils 12 Stunden pro Tag.

## Gemeindepartnerschaften
Prelà unterhält zu folgenden Gemeinden eine Partnerschaft:
- Châteauneuf-Grasse, Frankreich, seit 2005